# عزلة مطولة (حجة)

تعديل مصدري - تعديل

عزلة مطولة هي إحدى عزل مديرية عبس في محافظة حجة اليمنية ويبلغ تعداد سكانها 22626 نسمة حسب التعداد السكاني في اليمن لعام 2004.

## روابط خارجية
- الجهاز المركزي للإحصاء بالجمهورية اليمنية
- المركز الوطني للمعلومات باليمن
- World Gazetteer:Yemen
- الدليل الشامل